# Circuit de Knockhill
Le circuit de Knockhill est un circuit écossais basé à Fife à environ 16 kilomètres de Dunfermline. La piste, inaugurée en 1974 a une longueur de 2,1 kilomètres et une largeur de 10 mètres. Cette piste a été créée en joignant des chemins de voie ferrée de la mine de charbon de Lethans, fermée en 1951.
Entre 1974 et 1983, les propriétaires successifs de Knockhill ont contribué à promouvoir les installations du circuit et ses attractions. Depuis 1980, Knockhill a été assez développé pour accueillir la plupart des courses automobiles britanniques, ainsi que des championnats de moto. Aujourd'hui, le circuit possède une piste de rallye et accueille la Formule Ford écossaise.
Depuis la mort de David Leslie, un virage du circuit porte son nom.
Le circuit est jouable dans quelques jeux de course, notamment TOCA Touring Car Championship et IRacing.

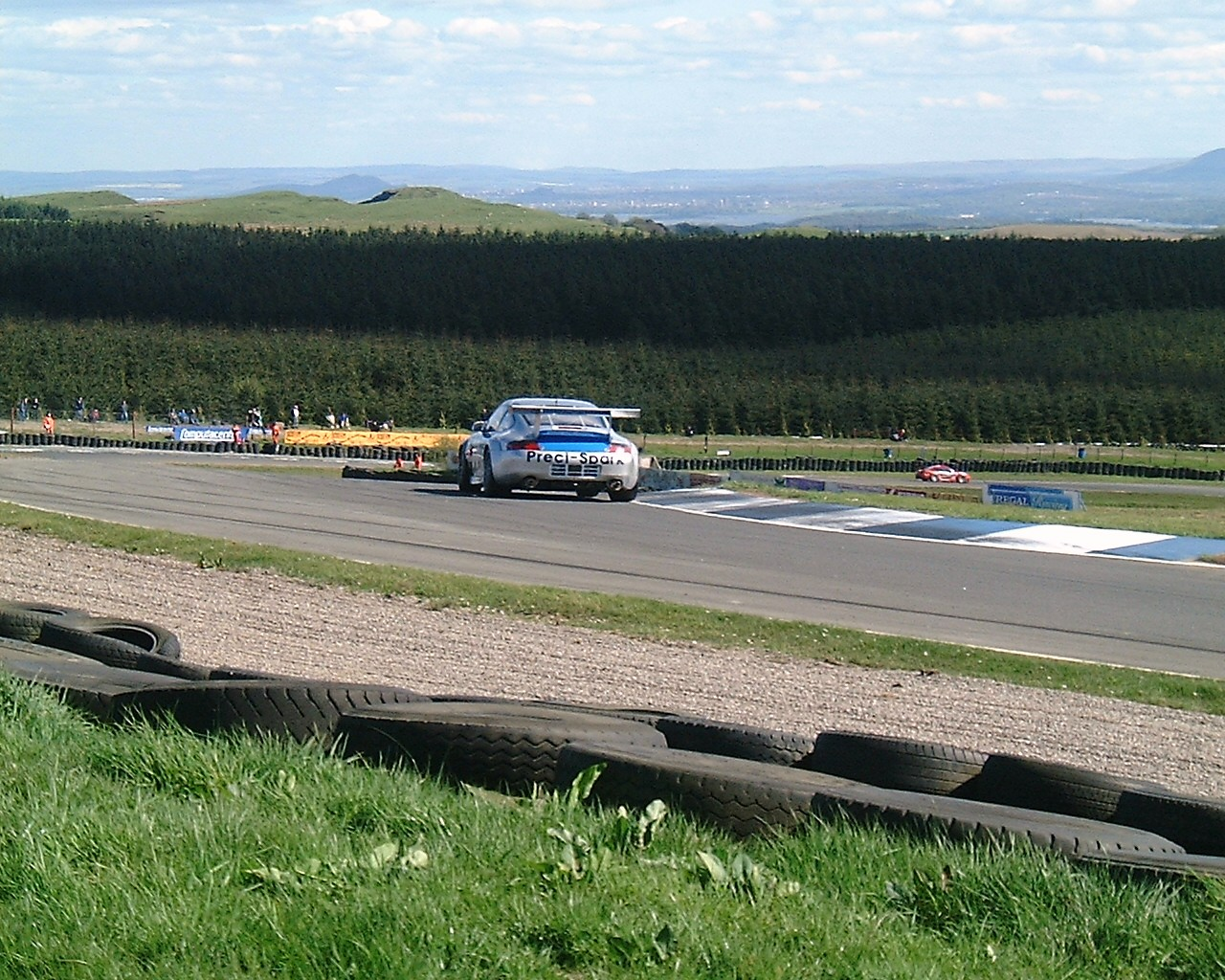
Une Porsche au sommet de Dip Diffus
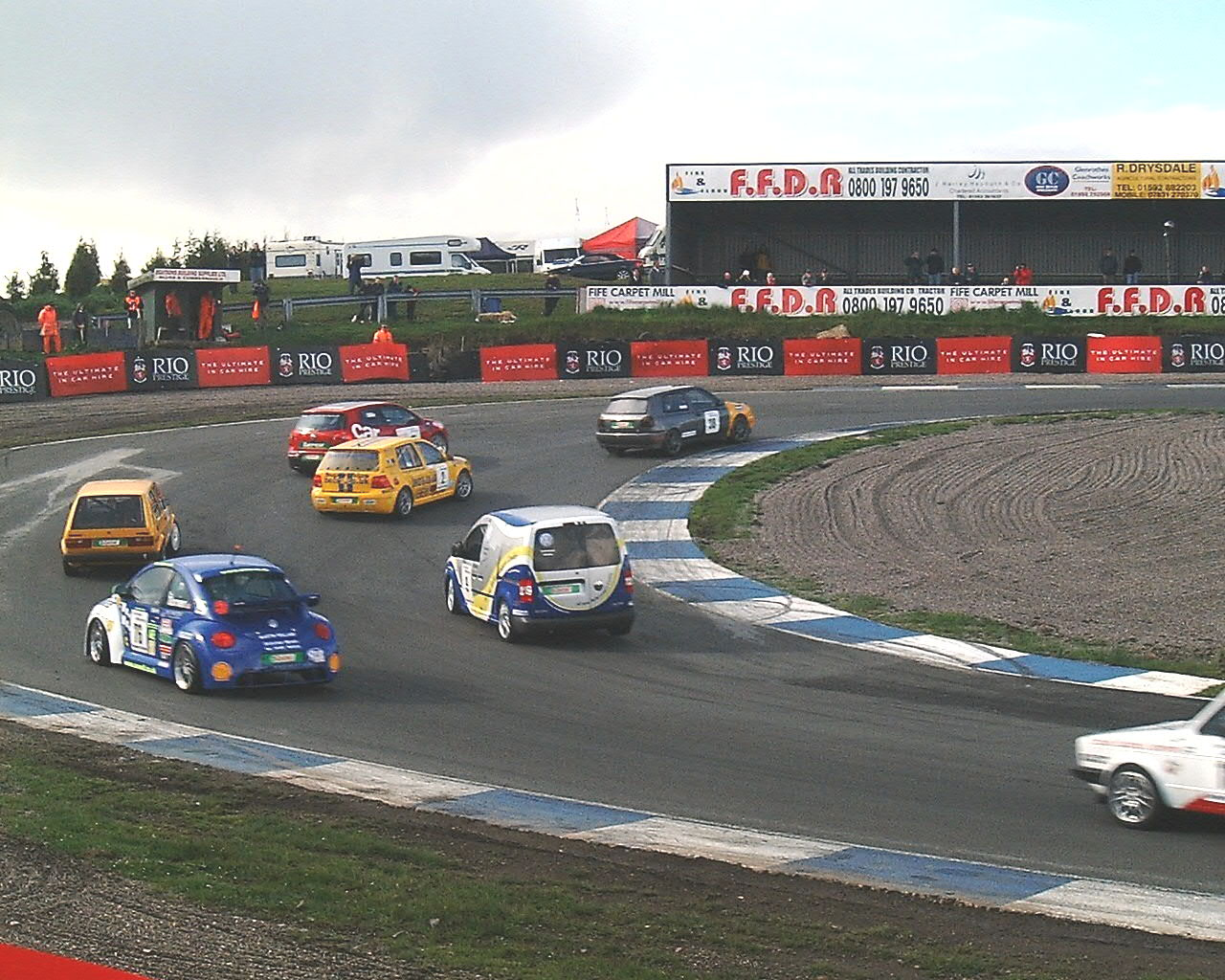
Virage Taylors